# Presidential Citizens Medal

La Presidential Citizens Medal (« médaille présidentielle de la citoyenneté ») est la seconde plus élevée décoration civile des États-Unis (après la Presidential Medal of Freedom), distribuée uniquement par le président des États-Unis d'Amérique.

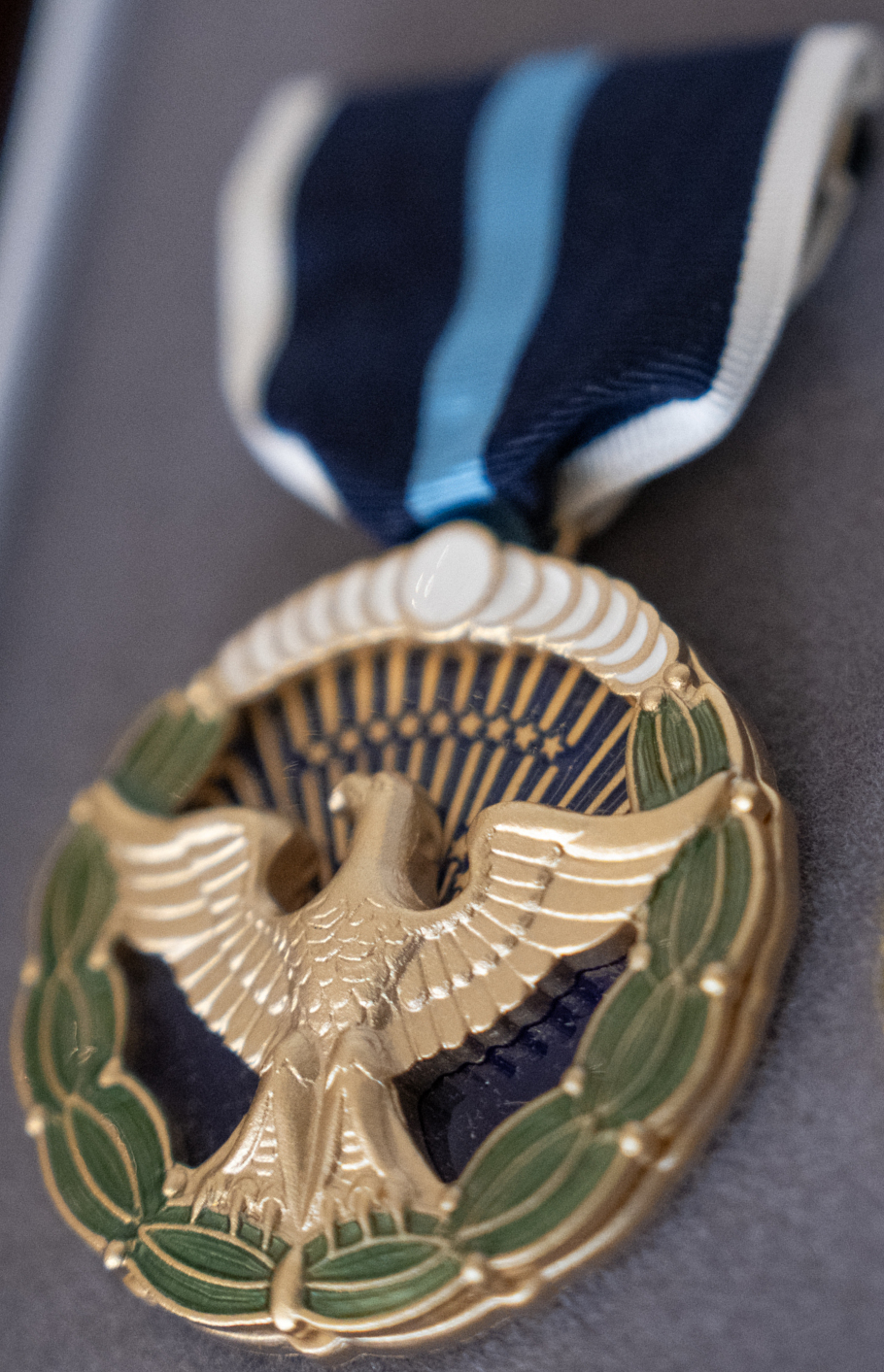
Médaille en 2025

Créée le 13 novembre 1969, cette décoration peut être décernée à tout citoyen des États-Unis « ayant rempli des services exemplaires pour le pays ou pour les citoyens de ce pays ». Elle peut être décernée à titre posthume.
Elle se présente sous la forme d'une médaille en forme de disque d'émail doré basé sur le sceau du président, avec l'aigle présidentiel entouré d'une couronne de lauriers. Elle est suspendue à un ruban bleu foncé avec une ligne centrale bleu clair et des coins blancs.

## Récipiendaires
- Henry "Hank" Aaron
- Albert Abramson
- David M. Abshire
- Clarence Alexander
- Mohamed Ali
- Juan Andrade
- Richard Lee Armitage
- Arnold O. Beckman
- Ezra Taft Benson
- Ruby Bridges
- Ronald H. Brown
- Don Cameron
- Roberto Clemente
- Carol Coston, O.P.
- Archibald Cox
- Arthur Culvahouse Jr.
- Joe Delaney
- Dr. Charles DeLisi
- Bob Dole
- Samuel Nelson Drew
- Kenneth M. Duberstein
- Lawrence Eagleburger
- Edwin J. Feulner
- Zachary Fisher
- Robert C. Frasure
- Robert M. Gates
- C. Boyden Gray
- Jack Greenberg
- Elinor C. Guggenheimer
- Richard N. Haass
- Dorothy Height
- David Hermelin
- le colonel Colonel William R. (Rich) Higgins
- le docteur David D. Ho
- Bernice Young Jones
- Dr. Irving King Jordan, premier président sourd de l'université Gallaudet.
- Max Kappelman
- Richard J. Kerr
- Robert M. Kimmitt
- Russell Kirk
- Lane Kirkland
- Anthony Lewis
- le docteur Alan Lovelace
- les fondateurs du Matthews-Dickey Boy's Club
- Oseola McCarty
- Richard Meadows
- Bob Michel
- Irene Morgan
- Constance Baker Motley
- William H. Natcher
- Claiborne Pell
- Pete Peterson
- le général Colin Powell
- Helen Rodriguez-Trias
- Adele Rogers
- Edward L. Rowney
- Edward Roybal
- Robert Rubin
- Gary Sinise
- Sénator Warren B. Rudman
- Charles Ruff
- Elbert Rutan
- Richard Rutan
- le rabbin Arthur Schneier
- Eli J. Segal
- John F. Seiberling
- John Sengstacke
- le révérend Fred Shuttlesworth
- Larry Speakes
- Adrian St. John
- Elizabeth Taylor
- Strom Thurmond
- le baron Donald George von Vister
- le programme Voyager
- Raymond Weeks
- John C. Whitehead
- Marion Wiesel
- Patrisha Wright
- Sydney Yates
- Jeana Yeager
- Liz Cheney

## Sources
- (en) Cet article est partiellement ou en totalité issu de l’article de Wikipédia en anglais intitulé « Presidential Citizens Medal » (voir la liste des auteurs).
- (en) Site officiel